# Contrazt (Norge)

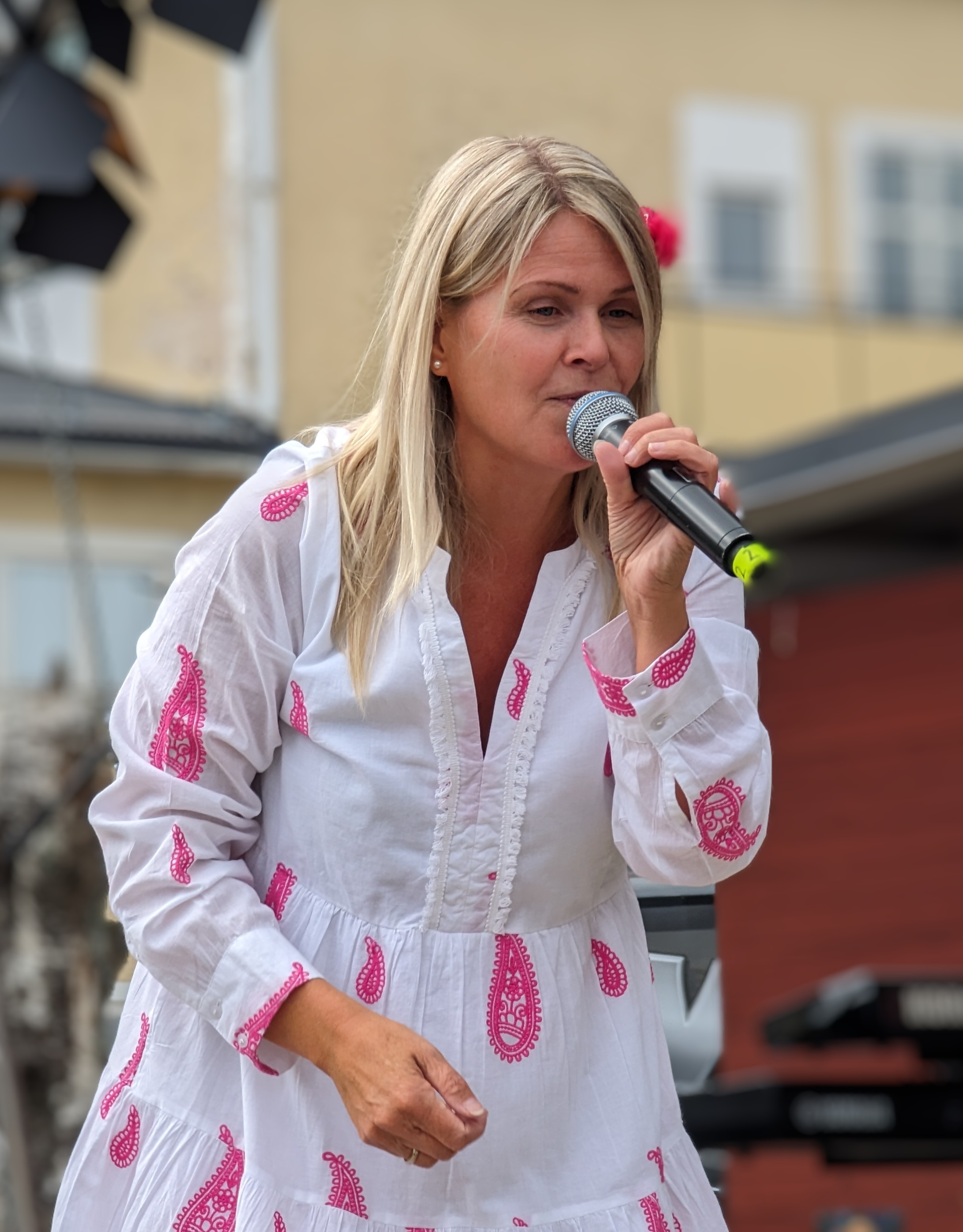
Bandet sångerska, Gro Anita Johansen sedan 2009

Contrazt är ett norskt dansband som bildades 2004. Contrazt grundades av Leif Dybendal och Hanne Mette Gunnarsrud. Hanne Mette Gunnarsrud lämnade bandet år 2009 och ersattes av Gro Anita Johansen.
Bandets första album Kan du prøve å forstå släpptes 2006 2015 debuterade bandet i Melodi Grand Prix med låten Heaven. 2011 och 2012 vann bandet priset för "Årets bästa dansband" på Gullskoen.